# Schronisko PTTK „Kochanówka”
Schronisko PTTK „Kochanówka” – górskie schronisko turystyczne Polskiego Towarzystwa Turystyczno-Krajoznawczego położone w Karkonoszach, na terenie Piechowic.

## Położenie i opis
Górskie schronisko „Kochanówka” położone jest na wysokości 510 m n.p.m. na terenie Karkonoskiego Parku Narodowego, powyżej ujścia potoku Szklarki do rzeki Kamiennej. Schronisko „Kochanówka” mieści się w zabytkowym budynku wybudowanym w 1868 roku przy wodospadzie Szklarki, w środkowej części Wąwozu Szklarki, na lewym brzegu skalnego progu.
Schronisko położone jest wśród skalistych zboczy wąwozu, porośniętych lasem świerkowym z domieszką, jodły i buka.
Przy schronisku znajduje się mały taras z widokiem na kaskadę wodospadu.

## Historia schroniska
Pierwsze wzmianki pochodzą z drugiej połowy XVII wieku, wówczas właściciel Witriolejni Preller wybudował drogę do wodospadu. W 1868 roku wybudowano gospodę Kochellfalbaude, która po wielu przebudowach istnieje do dzisiejszych czasów.
W XIX wieku właściciel schroniska „uatrakcyjniał” turystom wrażenia. Spiętrzał za pomocą kamienia wodę na progu wodospadu i odsuwał go za stosowną opłatą, kiedy pojawiła się grupa widzów.

## Szlaki turystyczne
Obok schroniska przechodzą dwa szlaki turystyczne: 
- niebieski z Piechowic do schroniska PTTK „Pod Łabskim Szczytem”,
- czarny dookoła Szklarskiej Poręby.

W odległości 300 m od schroniska, przy ujściu Szklarki do Kamiennej, przebiega  zielony szlak ze Szklarskiej Poręby przez Przełęcz Żarską do Przesieki i Karpacza.